# Charles Cagniard de Latour
Charles Cagniard de Latour (Parigi, 31 marzo 1777 – Parigi, 5 luglio 1859) è stato un ingegnere e fisico francese.

## Biografia
Studente dell'École polytechnique nell'anno III della Rivoluzione francese (autunno 1794 - estate 1795) nel corso di Ingegneria Geografica, il 1º agosto 1810 divenne funzionario del Conseil d'État col grado di auditore di seconda classe, vincendo il relativo concorso, e assegnato all'amministrazione delle Polveri l'anno successivo. Nel 1812 venne promosso auditore di prima classe presso il Ministero degli Interni e nel 1813 aggiunse a questo incarico quello di auditore alle Petizioni.
Ben presto però abbandonò la carriera di funzionario statale per dedicarsi alla ricerca nei campi della meccanica, della chimica, della fisica e dell'acustica, nei quali operò diverse scoperte e mise a punto molte invenzioni.
Tra le realizzazioni più importanti ci sono:
- La cagniardelle, un dispositivo per insufflare aria al di sotto di un liquido basato sul principio della vite di Archimede
- Un modello di mulino portatile, destinato all'esercito, del peso di circa tre chili e mezzo con cui i soldati potevano macinare il grano durante le spedizioni militari; questo dispositivo venne usato dall'esercito napoleonico durante i Cento giorni.
- Dispositivi di illuminazione artificiale a gas per l'Ospedale Saint-Louis e per le officine reali, che gli valsero il titolo di barone da parte del re Luigi XVIII
- La sirena che porta il suo nome, dispositivo in grado di emettere suoni a una frequenza acustica calcolata e regolabile (1819), utilizzabile anche come strumento di misura della frequenza acustica.

Membro dell'Académie française, il 17 marzo 1855 succedette a Gay-Lussac.